# Paddington in Peru
Paddington in Peru ist ein Spielfilm aus dem Jahr 2024 mit Hugh Bonneville, Emily Mortimer, Olivia Colman und Antonio Banderas, der unter der Regie von Dougal Wilson nach einem Drehbuch von Mark Burton, Jon Foster und James Lamout basierend auf einer Geschichte von Paul King, Simon Farnaby und Mark Burton entstand. Es handelt sich um die Fortsetzung von Paddington (2014) und Paddington 2 (2017).

## Handlung
Der ursprünglich aus Peru stammende Paddington Bär reist gemeinsam mit der Familie Brown bestehend aus Henry und Mary sowie den Kindern Jonathan und Judy und der Haushälterin Mrs. Bird von London in seine alte Heimat. Dort möchte er seine Tante Lucy besuchen, die in einem von Mutter Oberin geleiteten Seniorenheim für Bären lebt.
Allerdings ist Lucy verschwunden, Paddington begibt sich mit seinen Freunden auf die Suche nach ihr in den Amazonas-Regenwald. Unterstützt werden sie dabei von Flussschiffkapitän Hunter Cabot und dessen Tochter Gina.

## Besetzung und Synchronisation
Das Dialogbuch schrieb Alexander Löwe.
| Rolle                          | Darsteller               | Synchronsprecher   |
| ------------------------------ | ------------------------ | ------------------ |
| Paddington Bär                 | Ben Whishaw (Stimme)     | Elyas M’Barek      |
| Tante Lucy                     | Imelda Staunton (Stimme) | Ulrike Johannson   |
| Hunter Cabot                   | Antonio Banderas         | Bernd Vollbrecht   |
| Mr. Brown                      | Hugh Bonneville          | Erich Räuker       |
| Mutter Oberin / Clarissa Cabot | Olivia Colman            | Christin Marquitan |
| Mrs. Bird                      | Julie Walters            | Katharina Lopinski |
| Col. Lancaster                 | Ben Miller               | Frank Röth         |
| Dr. Jafri                      | Sanjeev Bhaskar          | Imtiaz Haque       |
| Mr. Gruber                     | Jim Broadbent            | Joachim Tennstedt  |
| Phoenix Buchanan               | Hugh Grant               | Patrick Winczewski |

## Produktion
Der Film wurde von Studiocanal, Columbia Pictures und Stage 6 Films produziert, Produzentin war Rosie Alison, als Executive Producer fungierten Anna Marsh, Dan MacRae, Jeffrey Clifford, Naoya Kinoshita, Paul King, Rob Silva, Ron Halpern und Tim Wellspring. Die Kamera führte Erik Wilson, die Musik schrieb Dario Marianelli, die Montage verantwortete Úna Ní Dhonghaíle. Das Szenenbild gestaltete Andy Kelly, das Kostümbild Charlotte Walter und die Maske Siân Miller. Dreharbeiten fanden 2023 in London, Kolumbien und Peru statt.
Emily Mortimer übernahm die Rolle der Mary Brown von Sally Hawkins, anstelle von Paul King führte Dougal Wilson Regie. Im englischsprachigen Original lieh Ben Whishaw erneut dem Bären die Stimme, die deutschsprachige Synchronisation übernahm Elyas M’Barek. Ursprünglich war Rachel Zegler für die Rolle der Gina Cabot vorgesehen, aufgrund des Streiks der Schauspieler und Drehbuchautoren in den USA wurde sie durch Carla Tous ersetzt.
In einer Keynote kündigte Françoise Guyonnet, CEO of StudioCanal, 2024 einen vierten Film für 2027/28 sowie eine Serie an.

## Veröffentlichung
Im Vereinigten Königreich kam der Film am 8. November 2024 in die Kinos, der deutsche Kinostart war am 30. Januar 2025. In den USA wurde der ursprünglich für den 17. Januar 2025 vorgesehenen Start auf den 14. Februar 2025 verschoben.
Deutschland-Premiere war am 19. Januar 2025 im Berliner Zoo Palast. Im März 2025 wurde der Film auf Blu-ray Disc veröffentlicht.

## Rezeption

### Kritiken
Am 8. November 2024 waren 27 von 30 bei Rotten Tomatoes aufgeführte Kritiken positiv bei einer durchschnittlichen Bewertung von 6,9 der 10 möglichen Punkte. Bei Metacritic erhielt der Film am 8. November 2024 einen Metascore von 60 von 100 möglichen Punkten, der auf 16 Rezensionen basierte.
Björn Becher vergab auf filmstarts.de 3,5 von 5 Sternen. Der Film sei zwar der schwächste Teil der Reihe, aber ein weiteres vergnügliches und sehenswertes Familienabenteuer für alle Fans des Bären mit dem dunkelblauen Dufflecoat und dem roten Hut.
Oliver Armknecht bewertete die Produktion auf film-rezensionen.de mit acht von zehn Punkten. Das neue Setting biete eine gelungene Abwechslung, sorge für Abenteuerstimmung und macht auch optisch einiges her. Zwar werden einige Figuren nicht genug genutzt, unterhaltsam sei der dritte Teil aber.
Ilija Glavas meinte auf kinomeister.de, dass trotz vieler Highlights ein wenig von der Magie fehle, die die ersten beiden Filme auszeichnete. Dennoch bleibe Paddington in Peru  ein unterhaltsamer Film mit vielen liebenswerten Momenten.
Birgit Roschy (drei von fünf Sternen) schrieb auf epd-film.de, dass Regisseur Dougal Wilson mächtig Gas gebe. Olivia Colman, Antonio Banderas und Hugh Grant dürften hübsch herumkaspern. Auch die Ausstatter gingen wie gewohnt in die Vollen. In der komplexen Handlung bleibe kein Strang unverbunden. Der turbulente Amazonastrip sei mit seinen politischen Botschaften, aber auch mit seiner wissenden Ironie stark an Erwachsene adressiert und dürfte das Verständnis von Kindern oft überfordern.
Maria Wiesner schrieb in der Frankfurter Allgemeinen Zeitung, dass der Film Fragen rund um Heimat, Flucht und Flüchtlingshilfe stelle, die aktueller nicht sein könnten, und habe auf solche ernsten Fragen zutiefst humane, alles andere als kindische Antworten.
Die österreichische Programmzeitschrift TV-Media vergab drei von vier Punkten. Das Skript sei sorgfältig gebaut, alles greife ineinander, jede Andeutung zu Beginn finde am Ende ihren Sinn. Dass dieser Film zwar sehr unterhaltsam ist, aber trotzdem nicht ganz an seine Vorgänger rankomme, liegt auch an den Schauplätzen, es fehle der britische Charme. Unterm Strich bleibe aber feine Familienunterhaltung für Lachmuskeln und Herz.

### Einspielergebnis
Mit einem Einspielergebnis von über 11 Millionen Euro lieferte der Film das erfolgreichste Startwochenende in Großbritannien seit James Bond 007: Keine Zeit zu sterben 2021.
Vor dem deutschen Kinostart sahen 82.000 Zuschauer den Film in Preview-Vorstellungen. In der Schweiz wurden bis Ende Februar 2025 mehr als 100.000 Kinotickets verkauft.

## Auszeichnungen und Nominierungen
Deutsche Film- und Medienbewertung (FBW)
- Auszeichnung mit dem Prädikat „Besonders wertvoll“[32]

Nickelodeon Kids’ Choice Awards 2025
- Nominierung in der Kategorie Lieblings-Film